# Lego Scooby-Doo: Teroarea Cavalerului Negru
Lego Scooby-Doo: Teroarea Cavalerului Negru (engleză Lego Scooby-Doo! Knight Time Terror) este un film de televiziune în animație LEGO, ce se bazează pe franciza animată Scooby-Doo. A fost creat cu scopul de a promova noile seturi de jucării LEGO Scooby-Doo. Episodul special s-a difuzat în Statele Unite în data de 25 noiembrie 2015 pe Cartoon Network.
Premiera în România a fost pe canalul Boomerang în data de 23 ianuarie 2016, și pe Cartoon Network în 23 august 2016.

## Premisă
Atunci când Castelul Grimsley a fost redeschis pentru public, Scooby-Doo și gașca hotărăsc să investigheze legendele zise despre acel loc și să rezolve misterul unui Cavaler Negru care a fost adus la viață.

## Voci
- Frank Welker ca Scooby-Doo, Fred Jones
- Matthew Lillard ca Shaggy Rogers
- Kate Micucci ca Velma Dinkley
- Grey Griffin ca Daphne Blake
- Phil Morris ca Adam, Vânător de comori #1
- Sean Schemmel ca Charlie Grimsley, Vânător de comori #2
- Jason Spisak ca Kyle Grimsley, Cavalerul negru
- Colleen O'Shaughnessey ca Wanda Grimsley